# Симбирка (река)
Симби́рка — подземная река в центре Ульяновска. Впадает в Свиягу. Река берёт начало с родника Маришка.

## История
Озеро Маришка и овраг, где протекала речка, использовалась как канализационный сток жителями близлежащих домов, туда сваливали навоз и другие нечистоты. Постепенно озеро и река засорились и стали источниками инфекционных заболеваний. Симбирская Городская Дума постановила засыпать озеро землёй, предварительно расчистив ключи, служащие истоком реки Симбирки. Затем власти решили отвести речку под землю, проведя там трубу большого диаметра. Со второй половины XIX века отдельные участки Симбирки загонялись в коллекторы — сначала деревянные, затем кирпичные.

## Родник Маришка
В настоящее время исток реки Симбирка — родник Маришка относится к числу памятников природы Ульяновской области.
Данная территория — часть западного склона водораздела рек Волги и Свияги, осложнённого погребённой долиной реки Симбирки. Уклон рельефа южный и юго-западный.
Территория геологически сложена из меловых, неоген-четвертичных и четвертичных отложений. Нижнемеловые отложения (K, al) литологически представлены твёрдыми, чёрными глинами, в кровле полутвёрдыми выветрелыми. Мергелями трещиноватыми литологически представлены верхнемеловые отложения туронско-сантонского яруса (К2t-st). Отложения погребённой долины неогенчетвертичного возраста (N2-Q1) представлены суглинками опесчаненными, они прорезают толщу верхнемеловых отложений.
На данной территории существуют неоген-четвертичный и верхнемеловой водоносные горизонты. Водовмещающие породы — мергели. Нижнемеловые альбские глины служат водоупором. Источники питания — инфильтрация атмосферных осадков, подпитка из верхнемелового водоносного горизонта и, частично, за утечка из водонесущих коммуникаций.
По химическому составу подземные воды характеризуются как пресные, жёсткие, гидрокарбонатно-кальциевые. Количество азотистых соединений, железа и тяжёлых металлов ниже ПДК. Постоянно прослеживаются повышенная превышение ПДК бактериологических показателей и окисляемость.
Расход воды в верхнем каптаже — 0,12 до 1,3 л/с, в нижнем каптаже последние два года наблюдается лишь слабое высачивание в стене каптажа. Общий расход от родников, замеренный в ручье в районе водовыпуска составил 4,6 л/с.
Вдоль ручья — природные насаждения ивы, кроме того искусственно посажены липы, вязы, ясени.

Водная фауна представлена 3 видами кольчатых червей, 5 видами моллюсков, 10 видами членистоногих и 1 видом рыбы (колюшка девятииглая — для Ульяновской области редкий вид).
- Утки на Маришке.
- На Маришкином роднике.